# Домашевский-Песляк
Домашевский-Песляк (Песляк, Песляк-Домашевский) — дворянский род в России, Польше, Великом княжестве Литовском.

## Бояре Песляки и Домашевские в Литве и Польше
Родоначальником рода является боярин Песляк, живший в XV-XVI веках, владевший вотчиной Домаши (Домашево). Это на территории бывшего удельного (потом независимого) Новогрудского княжества, отделившегося от огромного русского Полоцкого княжества. После ухода Орды в XIII веке замок Новогрудок стал первой столицей княжества Литовского и Русского. Сегодня Домашево находится на территории Республики Беларусь.
По имени боярина Песляка его потомки прозывались Песляками, Песляковичами, а по названию его вотчины Домашевскими, Домашевичами, Доманевичами, Песляками-Домашевскими, Домашявичусами.В самых древних документах со списками дворянства Литвы мы не найдем дворян с прозванием Домашевские. Начиная с самого древнего — Описи войска Великого Княжества Литовского 1528 года на первых же их страницах мы находим списки потомков боярина Песляка, владевших его вотчиной Домаши по его имени : Песлякович, Песляков, Песляк. В опубликованном документе "Опись войска Великого Княжества Литовского 1528 года " указаны сыновья боярина Василия Песляка : Песлякович Андрей бывшего Айнского повета Виленского воеводства, Песляков Михно, Песляков Михно 2, Песлякович Федко. В описи того же войска за 1567 году указано следующее поколение: Илья Иванович Песляк…Земяне господарского повету Минского Томко Федорович, Лукаш Андреевич Песляки. (Российская Историческая Библиотека в 40 томах, том 33, стр.1217, 1230, 1231). Документ за 1582 год, опубликованный в Актах Виленской комиссии 1582 −1590 годов, Вильно,1912 год, стр.315, 322, называет «отчизну» Песляков Домашево, на стр. 321 −322 Домашевичи. В томе 18 того же издания, за 1891 год, стр.160, 161 имение именуется Домашевским. Документ о продаже земли в Домашах за 1542 год того же издания стр. 327 −329, 367 называет Миклаша, Томаша, Петреля Песляков братьями Домашевичами. Итак, как военные, потомки боярина Песляка в документах Литвы обозначены именно по его роду. Когда в документе надо было показать потомка Песляка как владельца вотчины прозвание указывалось по вотчине. Прозвание Домашевичи впервые появилось в документах в 1542 году, в 1566 году мы находим депутата сейма от Виленского повета из вотчины Домаши с прозванием Домашевского. (Российская историческая библиотека. Петербург. 1914 год, том 30,стр.837.) До XVII века шляхетское прозвание Домашевич, Домашевский встречается как исключение и только когда требовалось указать шляхтича как потомственного владельца Домашево. С XVII века, когда территория Литвы увеличилась многократно, было престижно числится в числе коренного новогрудского дворянства, откуда пошла Литва. Когда потомок боярина Песляка попадал на далекую недавно завоеванную окраину Литвы, скажем на Украину, то он предпочитал указывать себя как Домашевский. Пример — устроители православной Почаевской Лавры на далекой Украине в её каменном виде потомки Песляка записаны в истории Лавры XVII века, с которого начался «золотой век» монастыря, как Ева и Федор Домашевские. В том же XVII веке устроитель каменного Борунского монастыря, находящегося на коренной территории Литвы, причислен за колоссальный вклад в 300 000 злотых к лику святых под родовым прозванием Николая Песляка. После раздела Польши в XVIII веке в дворянских родословных книгах Российской империи появляются двойные фамилии, которые указывают и на род, и на родовую вотчину . Так впервые появились фамилии дворян Домашевских-Песляков и Песляков — Домашевских. Даже в XX веке древнее родовое прозвание по родоначальнику и родовой вотчине продолжало менять свою форму и вид, но не содержание. Покажем, как видоизменялась фамилия у известного литовского социалиста А. Домашевского. Доктор Антон Домашевский в письмах его родственников дворянина Феликса Дзержинского и его сестры Альдоны пишется то как Домашевский (у Феликса), то Домашевич (у Альдоны). В научной литературе и письмах современников этот персонаж также проходит то как Домашевский, то как Домашевич. Доктор Домашевич при помощи родственника и друга Феликса Дзержинского в своей квартире в Вильно в 1896 году основал социал-демократическую партию Литвы. Главной задачей партия ставила отделение Литвы и от России, и от Польши. Программа партии Домашевского оказалась реализованной и довольно скоро. Домашевский с другом Моравским стали главными идеологами суверенной Литовской республики. Это прямо отразилось на форме, но не содержании фамилии доктора Домашевского. Альфонс Моравский изменил фамилию и имя на националистический литовский манер и стал Альфонсасом Моравскисом, а доктор, бывший польский дворянин Антон Домашевич (Домашевский) стал гражданином Андрюсом Домашявичюсом. (И.С .Ратьковский. Гимназистки влюблялись в него. Новейшая история России. 2014. № 2, с.207. . «Очерки истории Коммунистической партии Литвы», том 1. стр.6., Рассказы о Дзержинском. Москва,1965, с.51 −58). В первой описи войска Великого Княжества Литовского (ВКЛ) за 1528 год Песляки показаны в полку, где записаны только бояре. После слияния Литвы и Польши в Речь Посполитую титулование боярин становится редким. В описи войска ВКЛ за 1567 год Песляки указаны как бояре, но с титулом ЗЕМАН (ниже барона, который бытовал в Венгрии, Чехии, Литве и Польше). См. статью в Википедии «Земан -титул». В 1568 году пан Фердинанд Домашевич в «Актах о боярах»(Акты Виленской археографической комиссии, Вильно, том 24, стр.310.) именуется «патроном и мощным боярином королевской милости».
В Литве и Польше Песляки (Домашевские) Пользовались гербом Бзура (Красный Лис).См. Российский Государственный Исторический архив. Санкт — Петербург, фонд 1343, опись 27, дело 1925, лист 3.Название листа « Выписка из Дворянских книг Литовско-Виленской губернии о происхождении рода благородных Песляков герба Бзура.» В выписке приведено полное описание древнего герба Бзура на 2 страницах. Опубликовано Ю. В. Смирновым в книге « Род дворян Песляков — Домашевских», город Кострома, 2015 год, стр. 19 с приложением копии архивного листа 3, дела 1925 на стр. 21 издания.

## В Российской Империи
После раздела Польши территория Великого Княжества Литовского вошла в состав Российской Империи. По Российским законам, более жестким, чем в Польше, не все представители древнего рода Песляков смогли записаться в дворянские родословные книги Российской Империи. Многие из них были записаны в шестую часть родословных дворянских книг Смоленской, Виленской, Киевской, Могилёвской, Гродненской, Оренбургской и других губерний Империи. Песляки (Домашевские) служили в России военными, сенаторами, в Академии Наук, врачами, юристами … В 1837 году за Песляками-Домашевскими Сенат и император утвердили герб Ястржембец (Часть 2 Гербовника дворянских родов Царства Польского, стр. 148, 156). Усадьба Домаши в 1812 году была одним из центров борьбы с наполеоновскими войсками. Её владелец Алоизий Песляк служил ротмистром в русской армии, а как помещик и руководитель местного сеймика, многое сделал для разгрома наполеоновских войск под Березиной. Его прямой потомок генерал В. Н. Домашевский был последним владельцем усадьбы Домашево. Он начал карьеру пажом Императрицы Александры Федоровны. Он назван в «Секретной переписке» последнего царя и царицы в кружке немногочисленных верных их людей.(О. А. Платонов. Николай Второй в секретной переписке. Москва, 2005 год. См. Словарь царского окружения. Доманевский (Домашевский) . Царь с цесаревичем Алексеем посетили усадьбу Домашево в 1916 году. При этом царской рукой указана фамилия владельца усадьбы Домашево Доманевский. Редакция книги внесла в примечаниях поправку и указывает фамилию владельца усадьбы Домашево как Домашевский. Под этой фамилией он значится в Генеральном штабе, официальных документах и газетных статьях того времени.